# Gunnar Berg (läkare)
Nils Gunnar Berg, född den 1 januari 1906 i Roslagsbro församling, Stockholms län, död den 12 augusti 1988 i Danderyds församling, Stockholms län, var en svensk läkare. Han var måg till Otto Nordenskjöld.
Berg avlade medicine licentiatexamen vid Karolinska institutet i Stockholm 1934 och promoverades till medicine doktor vid Uppsala universitet 1939. Han var tillförordnad andre underläkarevid Sjö-Gunnarsbo sanatorium 1934, underläkare vid Renströmska sjukhuset 1935–1941, underläkare vid medicinska avdelningen på Sahlgrenska sjukhuset 1940–1941, underläkare vid medicinska kliniken på Stocksunds lasarett 1941–1942, biträdande lasarettsläkare där 1946–1952 och överläkare på samma lasarett 1952–1971. Berg var ordförande i Sveriges Yngre Läkares Förening 1943–1944 och redaktör för Svensk läkartidning 1945–1965. Han publicerade The Prognosis of Open Pulmonary Tuberculosis (doktorsavhandling 1939) med flera arbeten rörande tuberkulos, invärtes medicin, socialmedicin och sjukvårdsorganisation. Berg blev riddare av Nordstjärneorden 1964. Han är begravd på Danderyds kyrkogård.